# Kees Akerboom Jr
Kees Akerboom Jr, né le 20 décembre 1983, à Saint-Michel-Gestel, aux Pays-Bas, est un joueur néerlandais de basket-ball. Il évolue au poste d'ailier. Il est le fils de Kees Akerboom Sr.

## Palmarès
- Champion des Pays-Bas 2007, 2012
- Coupe des Pays-Bas 2002, 2003, 2005, 2013
- MVP néerlandais du championnat des Pays-Bas 2004
- Meilleur espoir du championnat des Pays-Bas 2003